# Josep Maria Casanovas i Miquel
Josep Maria Casanovas i Miquel   (Cornellà de Llobregat, 1948), conegut familiarment com a Bubú Casanovas, és un antic pilot de motociclisme català que destacà en competicions estatals durant la dècada del 1970, especialment en la modalitat de l'enduro però també en motocròs. Durant la seva etapa al Campionat d'Espanya d'enduro, anomenat a l'època Tot Terreny, hi aconseguí diversos subcampionats i fou un dels principals rivals de Narcís Casas. Competí també amb èxit al Campionat d'Europa i en diverses edicions dels Sis Dies Internacionals, al llarg de les quals va aconseguir dues medalles d'or: a l'Illa de Man el 1971 i a Dalton (Massachusetts) el 1973.
Casanovas va córrer amb les tres principals marques catalanes de l'època, Montesa, OSSA i Bultaco, fins que el 1972 tornà a Montesa, on s'estigué fins al final de la seva carrera.

## Trajectòria al Campionat d'Espanya d'enduro
El 1971, Casanovas competí al Campionat d'Espanya d'enduro formant part de l'equip oficial de Bultaco, integrat també per Narcís Casas, Casimir Verdaguer i Toni Soler. Aquell mateix any, s'inicià en el Campionat d'Europa (l'actual Campionat del Món), al qual els catalans hi anaven per primera vegada. El 1972, juntament amb Carles Giró, de l'equip OSSA, fou el principal rival de Casas al Campionat d'Espanya. A final de temporada, passà a l'equip Montesa i el 1973, amb la seva nova moto, estigué a punt de guanyar el Campionat fins que, a la darrera prova (Prats de Lluçanès), hagué d'abandonar i oferí així el triomf a Casas, després d'un empat que durava tota la temporada.
El 1974, durant la primera prova del campionat, Prats de Lluçanès, Casanovas i Narcís Casas es perderen al mig del poble i xocaren de cara. Arran d'això, tots dos patiren lesions (Casas, un fort hematoma al pàncrees i el trencament dels músculs abdominals) que els mantingueren apartats durant la meitat de la temporada, la qual cosa permeté a Ton Marsinyach guanyar el títol amb OSSA. Casas va recuperar el seu títol el 1975 i n'aconseguí encara uns quants més, mentre Casanovas va seguir competint també amb bons resultats algunes temporades. El 1976, per exemple, fou cinquè al campionat.

## Retirada de les curses
Durant la seva etapa a Montesa, Casanovas compaginà les competicions amb la seva feina de mecànic a l'empresa, on s'encarregava de les motos dels principals pilots de la marca, entre elles les de Randy Muñoz. El 1978, es retirà definitivament de les competicions i passà a fer de mànager i tècnic de l'equip de competició de Montesa.
Bubú Casanovas fou un precursor dels espectacles del Freestyle Motocross, ja que des de ben jove feia tota mena de demostracions durant les curses de motocròs, com ara saludar amb una mà i la roda aixecada o saltar sense mans al manillar. El 1978, protagonitzà un anunci televisiu per a la marca de tabac colombiana Hidalgo durant el qual havia de saltar amb la seva Montesa Cappra per sobre de cinc cotxes posats en fila. Uns anys més tard, fixà la seva residència a Formentera, on segueix vivint actualment.